# Hwangju
Hwangju (kor. 황주군, Hwangju-gun) – powiat w Korei Północnej, w prowincji Hwanghae Północne. W 2008 roku liczył 155 215 mieszkańców. Graniczy z powiatami Ŭnch’ŏn (prowincja Hwanghae Południowe) od zachodu, Yŏnt’an od wschodu, Sang’wŏn od północnego wschodu, a także z powiatem Chunghwa i z należącą do stolicy kraju, Pjongjangu, dzielnicą Kangnam od północy, a także z miastem Songnim od północnego zachodu. Przez powiat przebiega linia kolejowa P’yŏngbu o długości 187 km, łącząca Pjongjang z miastem Kaesŏng przy granicy z Koreą Południową, a także 13-kilometrowa linia Songnim z Hwangju do stacji Songnim.

## Historia
Przed wyzwoleniem Korei spod okupacji japońskiej powiat składał się z 13 miejscowości (kor. myŏn) oraz 127 wsi (kor. ri). W obecnej formie powstał w wyniku gruntownej reformy podziału administracyjnego w grudniu 1952 roku. W jego skład weszły wówczas tereny należące wcześniej do miejscowości Hwangju, Chu'nam, Ch'ŏngnyong, Samjŏn, Yŏngp'ung, Kusŏng, Ch'ŏngsu, Hŭkgyo, Ch'ŏnju (11 wsi – wszystkie miejscowości poprzednio znajdowały się w powiecie Hwangju) i Junghwa (1 wieś – z powiatu Chunghwa). Powiat Hwangju składał się wówczas z jednego miasteczka (Hwangju-ŭp) i 25 wsi.

## Gospodarka
Lokalna gospodarka oparta jest na rolnictwie. Na terenie powiatu znajdują się uprawy.

## Podział administracyjny powiatu
W skład powiatu wchodzą następujące jednostki administracyjne:
| Nazwa jednostki administracyjnej | Rodzaj jednostki administracyjnej | Hangul | Hancha |
| -------------------------------- | --------------------------------- | ------ | ------ |
| Hwangju-ŭp                       | miasteczko                        | 황주읍 | 黃州邑 |
| Sinsang-ri                       | wieś                              | 신상리 | 新上里 |
| Sŏnbong-ri                       | wieś                              | 선봉리 | 仙峰里 |
| Sunch’ŏn-ri                      | wieś                              | 순천리 | 順天里 |
| Ch'imch'on-ri                    | wieś                              | 침촌리 | 沈村里 |
| Kup'o-ri                         | wieś                              | 구포리 | 九浦里 |
| P'o'nam-ri                       | wieś                              | 포남리 | 浦南里 |
| Ch'ŏngnyong-ri                   | wieś                              | 청룡리 | 靑龍里 |
| Taedong-ri                       | wieś                              | 대동리 | 大東里 |
| Samjŏn-ri                        | wieś                              | 삼전리 | 三田里 |
| Ch’ŏldo-ri                       | wieś                              | 철도리 | 鐵島里 |
| Changch'ŏn-ri                    | wieś                              | 장천리 | 長川里 |
| Samjŏng-ri                       | wieś                              | 삼정리 | 三井里 |
| Sŏksan-ri                        | wieś                              | 석산리 | 石山里 |
| Ryonggung-ri                     | wieś                              | 룡궁리 | 龍宮里 |
| Ch'ŏng'un-ri                     | wieś                              | 청운리 | 靑雲里 |
| Sŏkjŏng-ri                       | wieś                              | 석정리 | 石井里 |
| Inp'o-ri                         | wieś                              | 인포리 | 仁浦里 |
| Koyŏn-ri                         | wieś                              | 고연리 | 高淵里 |
| Kwangch'ŏn-ri                    | wieś                              | 광천리 | 光川里 |
| Naeoe-ri                         | wieś                              | 내외리 | 內外里 |
| Changsa-ri                       | wieś                              | 장사리 | 長沙里 |
| Oesang-ri                        | wieś                              | 외상리 | 外上里 |
| Kŭmsŏk-ri                        | wieś                              | 금석리 | 金石里 |
| Samhun-ri                        | wieś                              | 삼훈리 | 三勳里 |
| Hŭkgyo-ri                        | wieś                              | 흑교리 | 黑橋里 |
| Ch'ŏnju-ri                       | wieś                              | 천주리 | 天柱里 |
| Ryongch’ŏn-ri                    | wieś                              | 룡천리 | 龍川里 |
| Unsŏng-ri                        | wieś                              | 운성리 | 雲城里 |